# Pyractomena vexillaria
Pyractomena vexillaria är en skalbaggsart som beskrevs av Henry Stephen Gorham 1881. Pyractomena vexillaria ingår i släktet Pyractomena och familjen lysmaskar. Inga underarter finns listade i Catalogue of Life.